# ایسامو کاسوگی
ایسامو کاسوگی (به ژاپنی: Isamu Kosugi 小杉 勇) (متولد ۲۴ فوریه ۱۹۰۴) یک بازیگر و کارگردان ژاپنی بود.
وی بیشتر بخاطر بازی در فیلم "آباره کیشیدو (۱۹۶۵)" و "موئرو نیکوتای (۱۹۵۷)" شناخته‌شده‌است.

## فیلم‌شناسی
- Kono taiyô - Dai ippen
- Abare kishidô
- Moeru nikutai
- Jigoku no hamonjo
- Akai lamp no shûressha
- Zesshô
- Shundeini